# Tmesisternus gracilis
Tmesisternus gracilis là một loài bọ cánh cứng trong họ Cerambycidae.